# Pleurotus cornucopiae
Pleurotus cornucopiae (Jean-Jacques Paulet, 1793 ex Léon Louis Rolland, 1910), din încrengătura Basidiomycota în familia Pleurotaceae și de genul Pleurotus este o ciupercă comestibilă, denumită în popor burete cornet. Specia este un saprofit dar și parazit care năpădește numai arbori bolnavi sau slăbiți, în primul rând plopi și ulmi, nefiind un dăunător de lemn însemnat. Se găsește în România, Basarabia și Bucovina de Nord, dezvoltându-se în buchete cu punct de inserție comun, mai ales în păduri naturale aluviale sau de foioase, prin plantații de plop și parcuri, deseori chiar pe copaci de stradă în orașe. Apariția bureților este din mai până în octombrie.

## Descriere

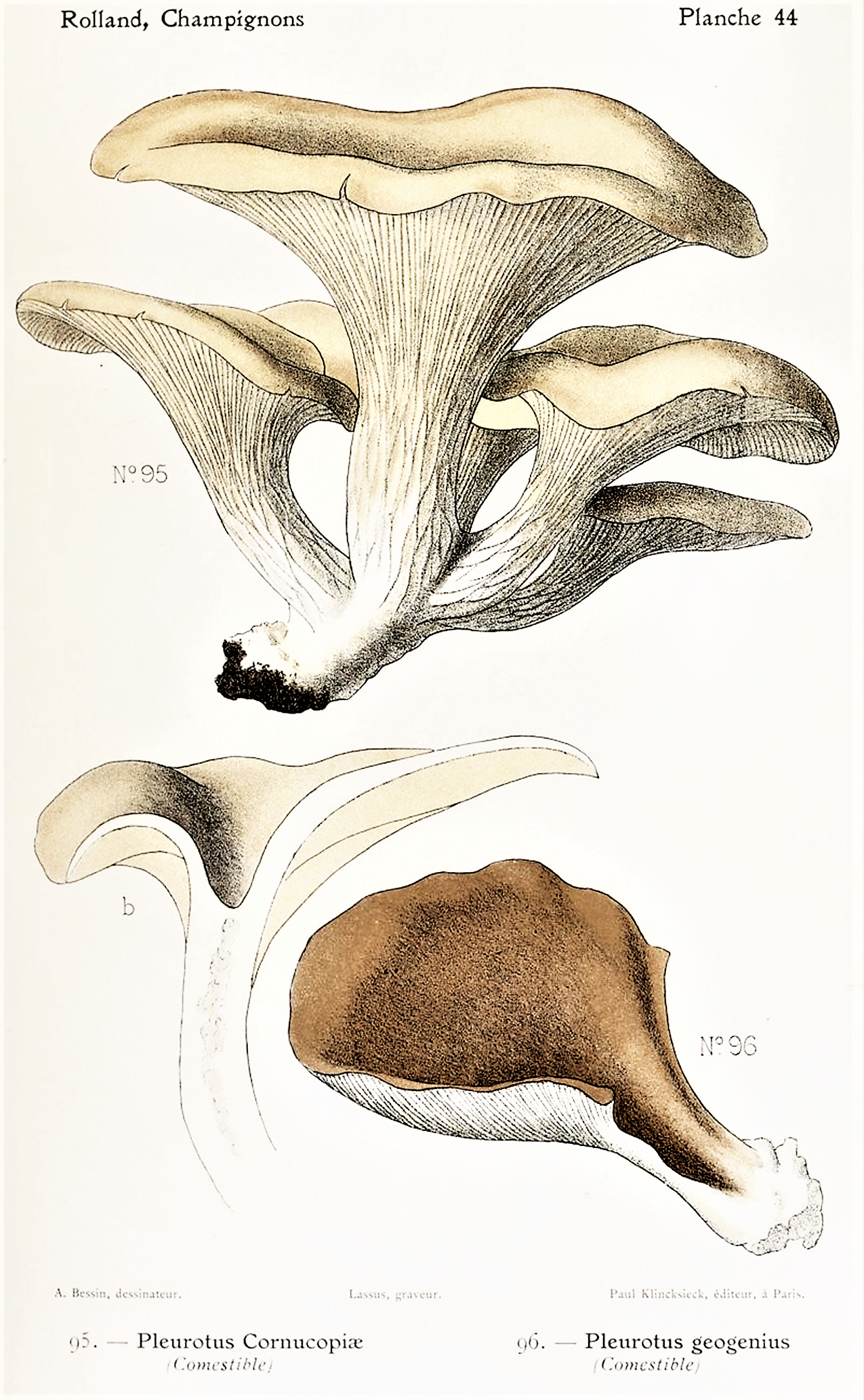
Rolland; P. cornucopuiae

- Pălăria: are un diametru de 5-15 cm, este orizontală, cărnoasă, netedă, inițial cu marginea răsucită în jos și ceva flocoasă, apoi netedă, luând repede aspect de scoică sau de ureche precum și tare, fiind la maturitate adâncită în formă de cornet, la bătrânețe cu marginile răsfrânte in afară. Coloritul cuticulei variază de la albui peste cenușiu-gălbui până la culoarea pielii tăbăcite. El depinde de locul dezvoltării, cu cât mai însorit este, cu atât mai închisă culoarea. Odată cu vârsta buretele se decolorează.
- Lamelele: sunt destul de late și dense, adeseori spre vârf anastomozate, striate, formând o rețea care se prelungesc aproape până la baza piciorului. Ele sunt de un alb murdar, deseori cu tonuri de roz.
- Piciorul: are o înălțime de 3-8 cm și o lățime de 0,8-1,5 (2,5) cm, este tare, mai subțire la bază și mai îngroșat spre pălărie, alipit central sau excentric de ea, câteodată curbat sau ramificat, fiind neted, la bază alb pâslos, lamelele lungi dându-i un aspect striat. Este de aceiași culoare cu lamelele.
- Carnea: este albă, la început moale, devenind la maturitate în picior vâscoasă și celulozică. Are un miros slab în diferite nuanțe, în principal făinos sau de pepene verde, cu gust dulceag, fiind apreciată pentru valoarea ei alimentară mare.[3][4]
- Caracteristici microscopice: are spori elipsoidali sau ovoizi, netezi, hialini și neamilozi (nu se decolorează cu reactivi de iod), având o mărime de 8-11 x 3-5,5 (6) microni. Pulberea lor este albă.
- Reacții chimice: Buretele se decolorează, ca Pleurotus ostreatus, cu acid sulfuric brun-roz, cu sulfovanilină roșu, apoi violet și cu tinctură de Guaiacum verde-albăstrui.[5]

Mulți cunoscători de ciuperci români fac greșeala, dând acestui soi denumirea „păstrăv de fag”, care însă aparține speciei Pleurotus ostreatus (se dezvoltă pe fagi, pini și molizi, adesea sus pe trunchi, în 4-5 m înălțime). Variația buretelui Pleurotus citrinopileatus est galbenă.

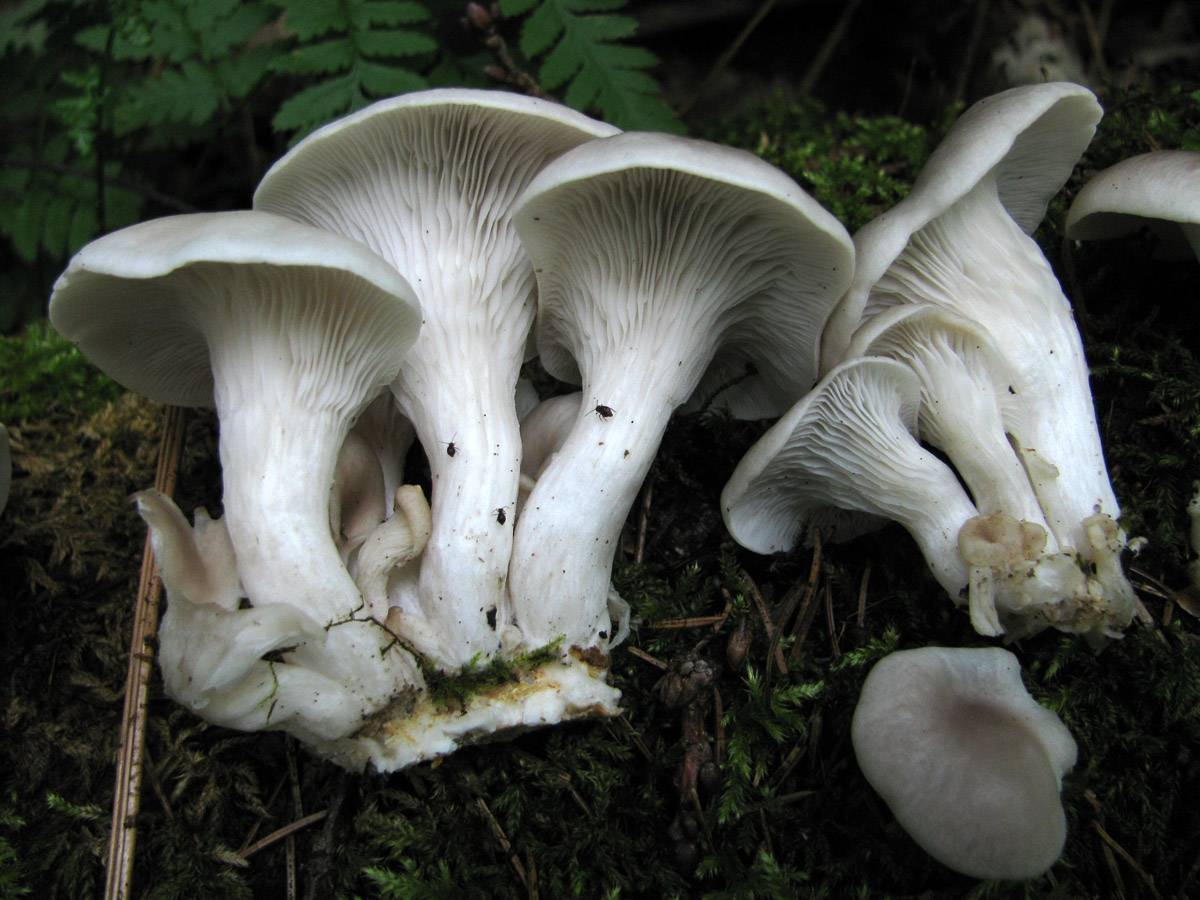
P. cornucopiae tineri
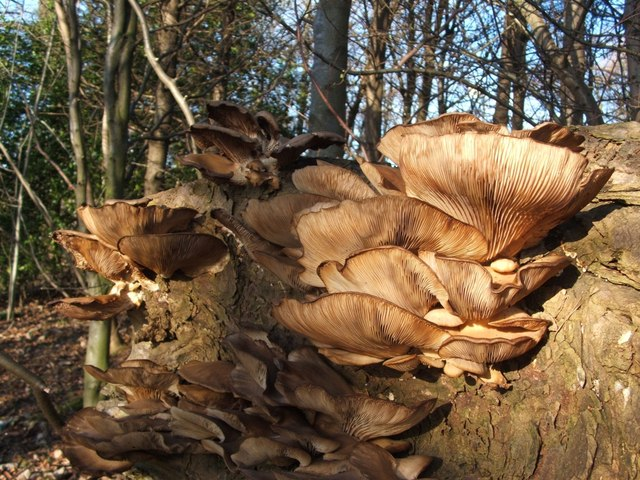
P. cornucopiae bătrâni
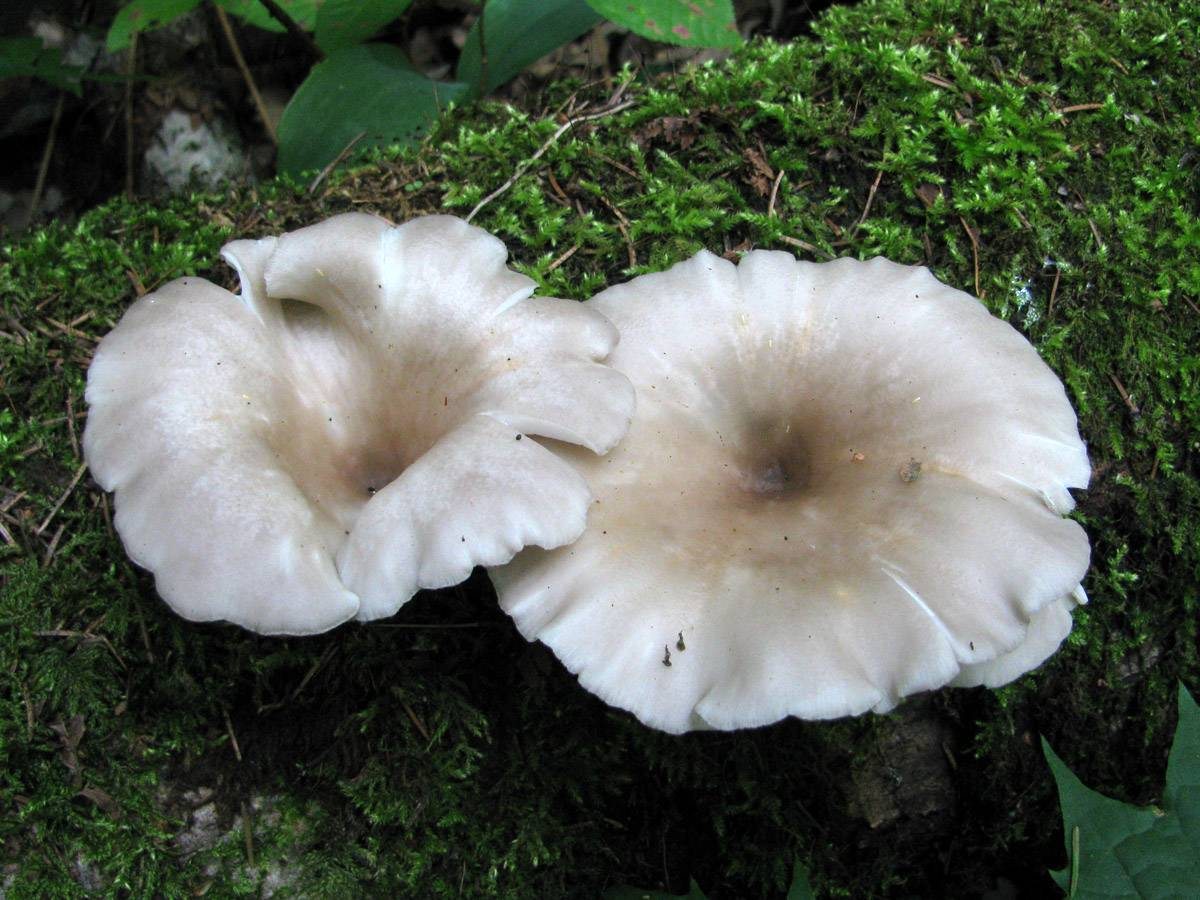
P. cornucopiae ca saprofiți
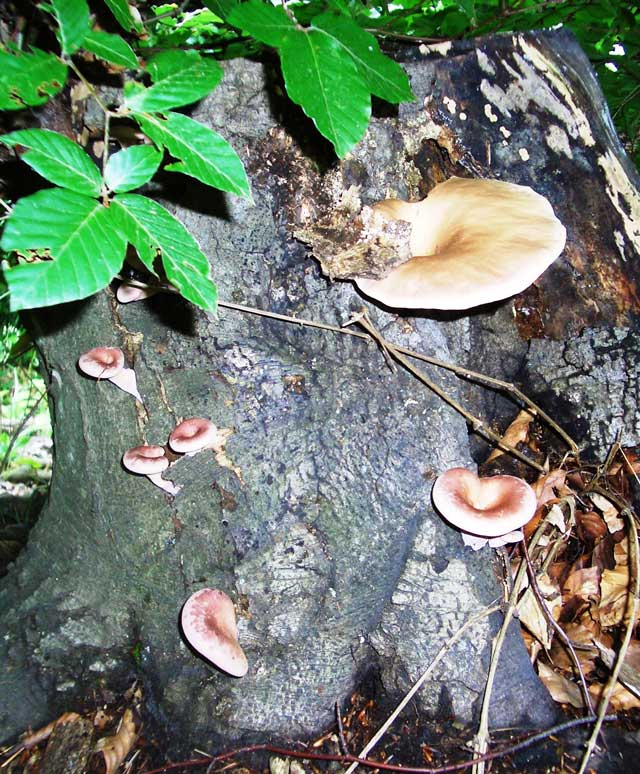
P. cornocopiae parazitând

## Confuzii
Ciuperca poate fi confundată cu specii aceluiași gen sau al unuia înrudit, ca de exemplu cu: Pleurotus cornucopiae var. citrinopileatus (comestibil), Pleurotus dryinus (necomestibil, gust neplăcut), Pleurotus eryngii (delicios), Pleurotus ostreatus cu variațiile lui, (cu toate comestibile) Pleurotus ostreatus f. florida (comestibil), Pleurotus pulmonarius (comestibil), Lentinellus cochleatus (comestibil), Panellus serotinus (comestibil, bătrân ceva amar), Panellus stipticus (necomestibil, mai mic, amar, bioluminescent), Rhodotus palmatus (necomestibil) sau chiar cu letal otrăvitoarea Pleurocybella porrigens de culoare mai închisă.

## Specii asemănătoare

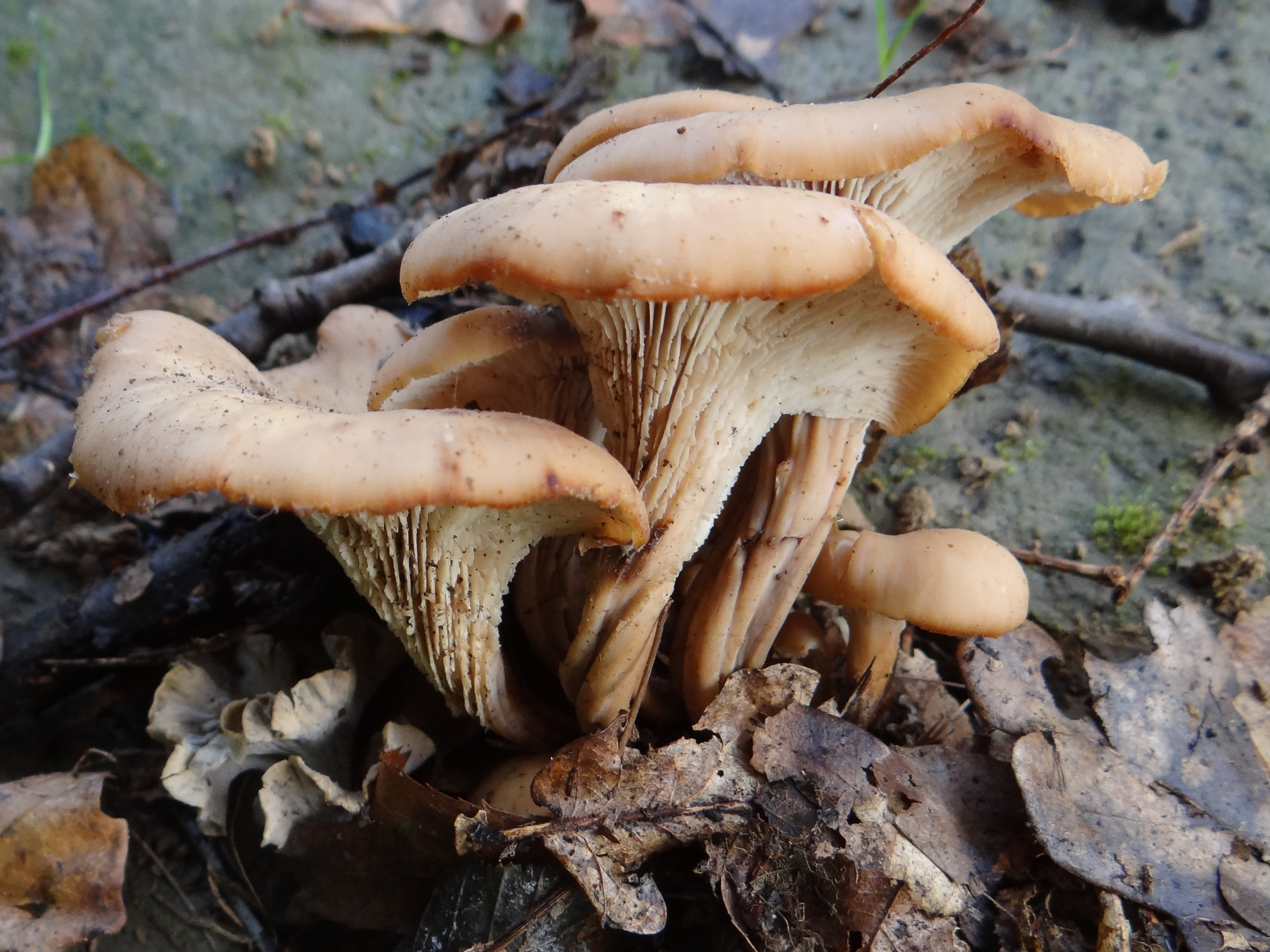
Lentinellus cochleatus
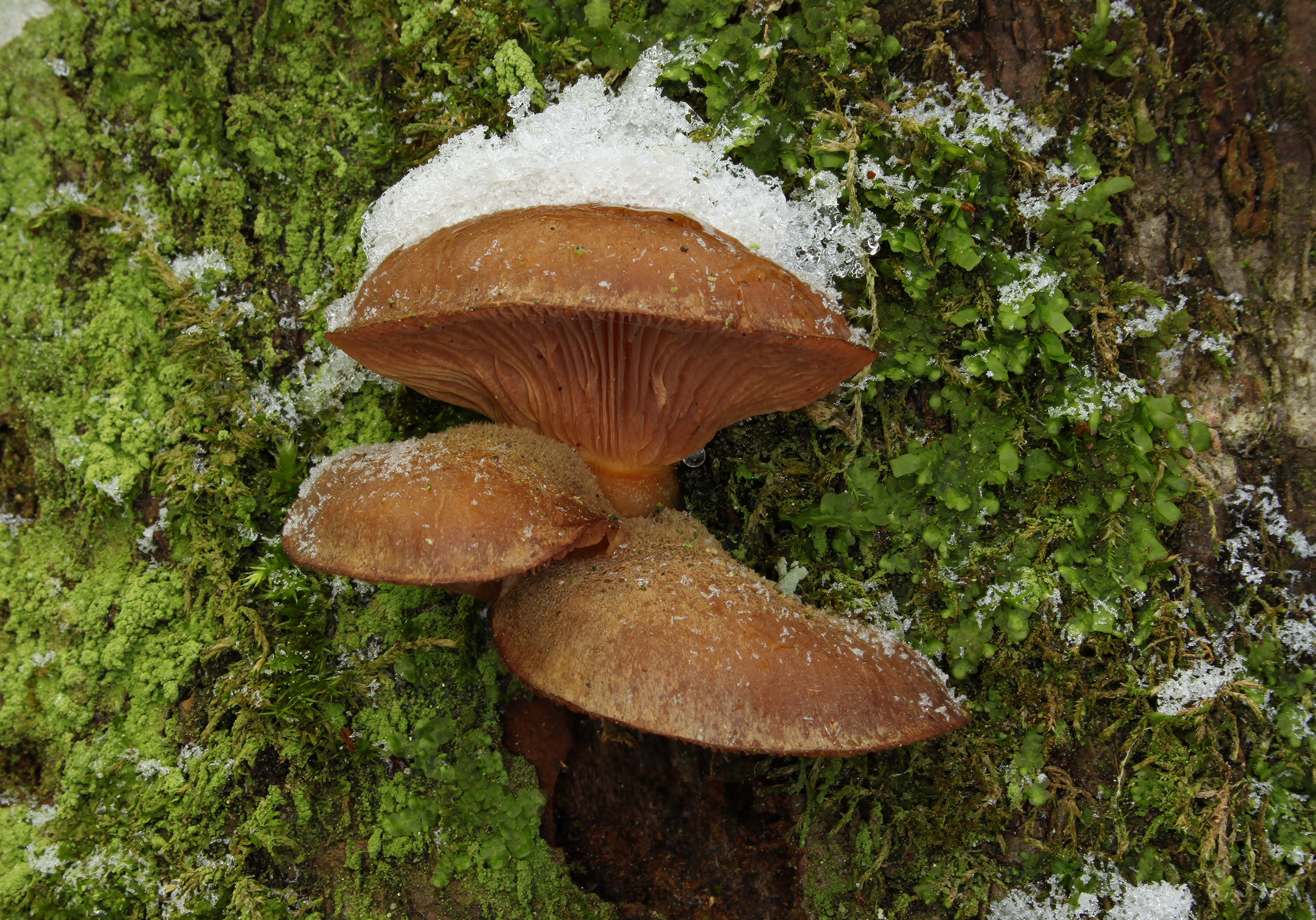
Panellus serotinus
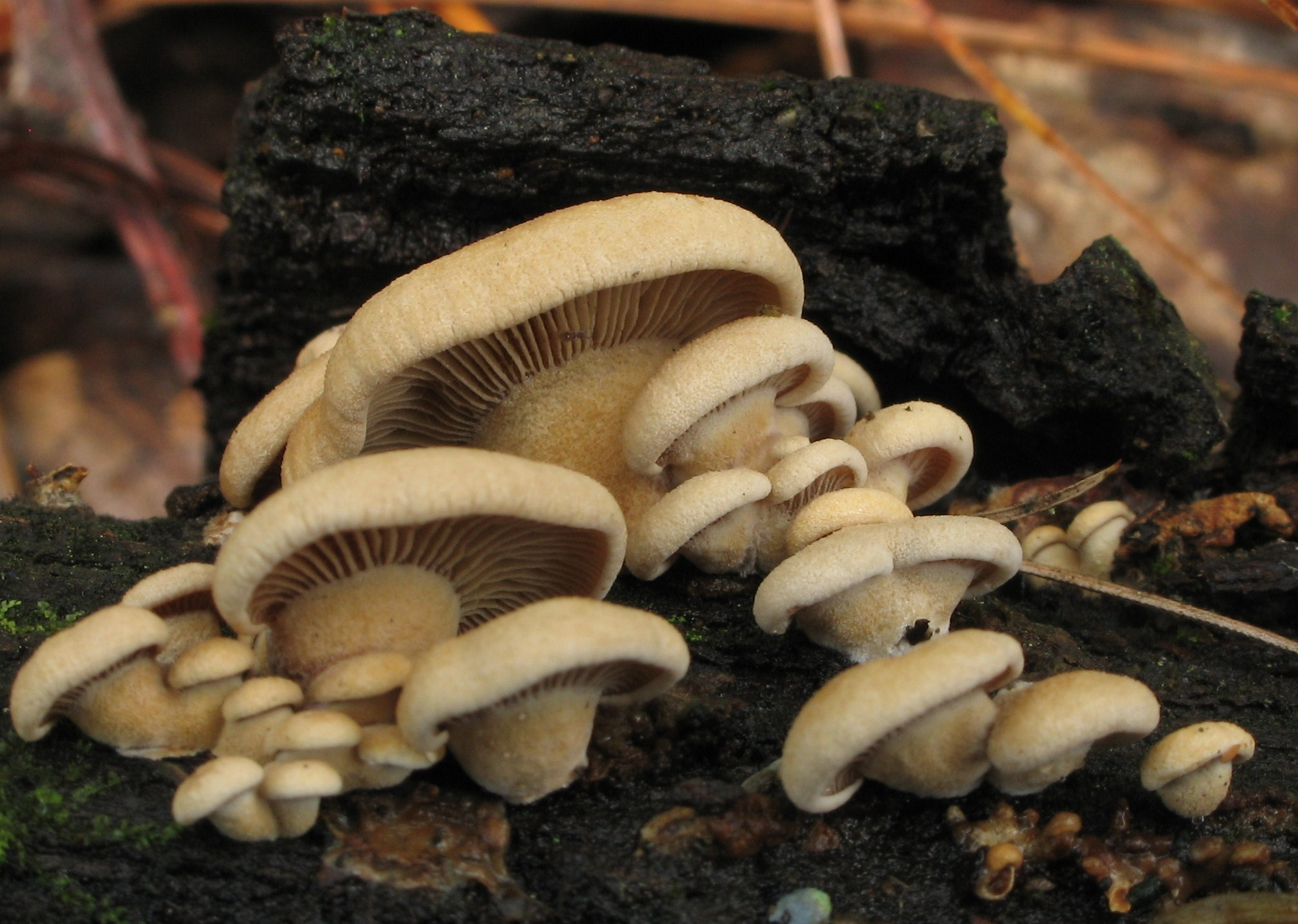
!Panellus stipticus!
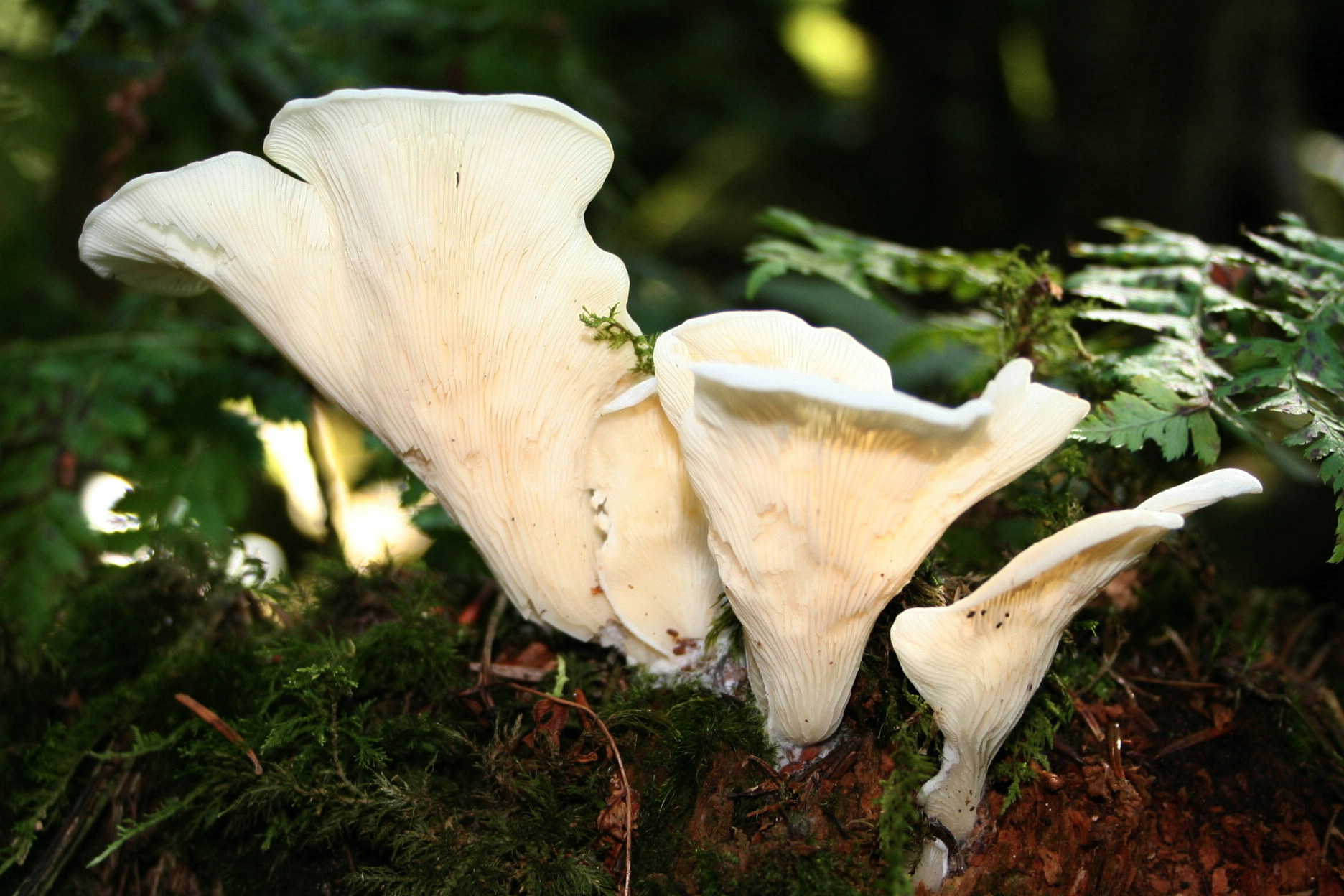
!!!Pleurocybella porrigens!!!
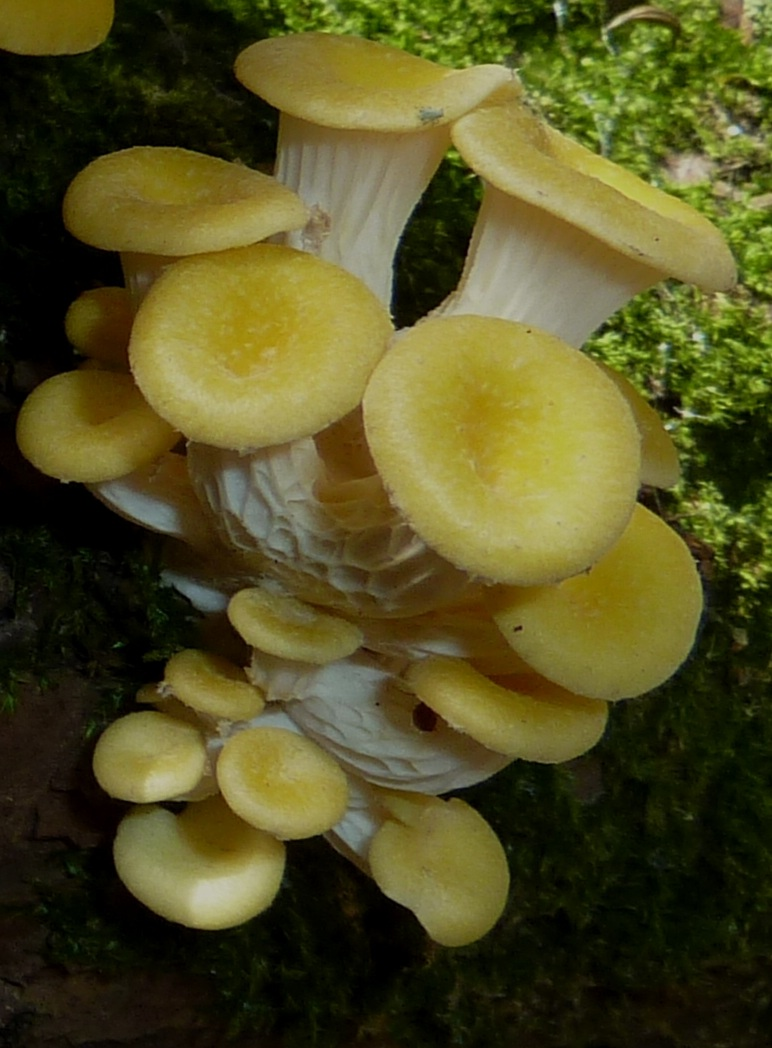
Pleurotus citrinopileatus
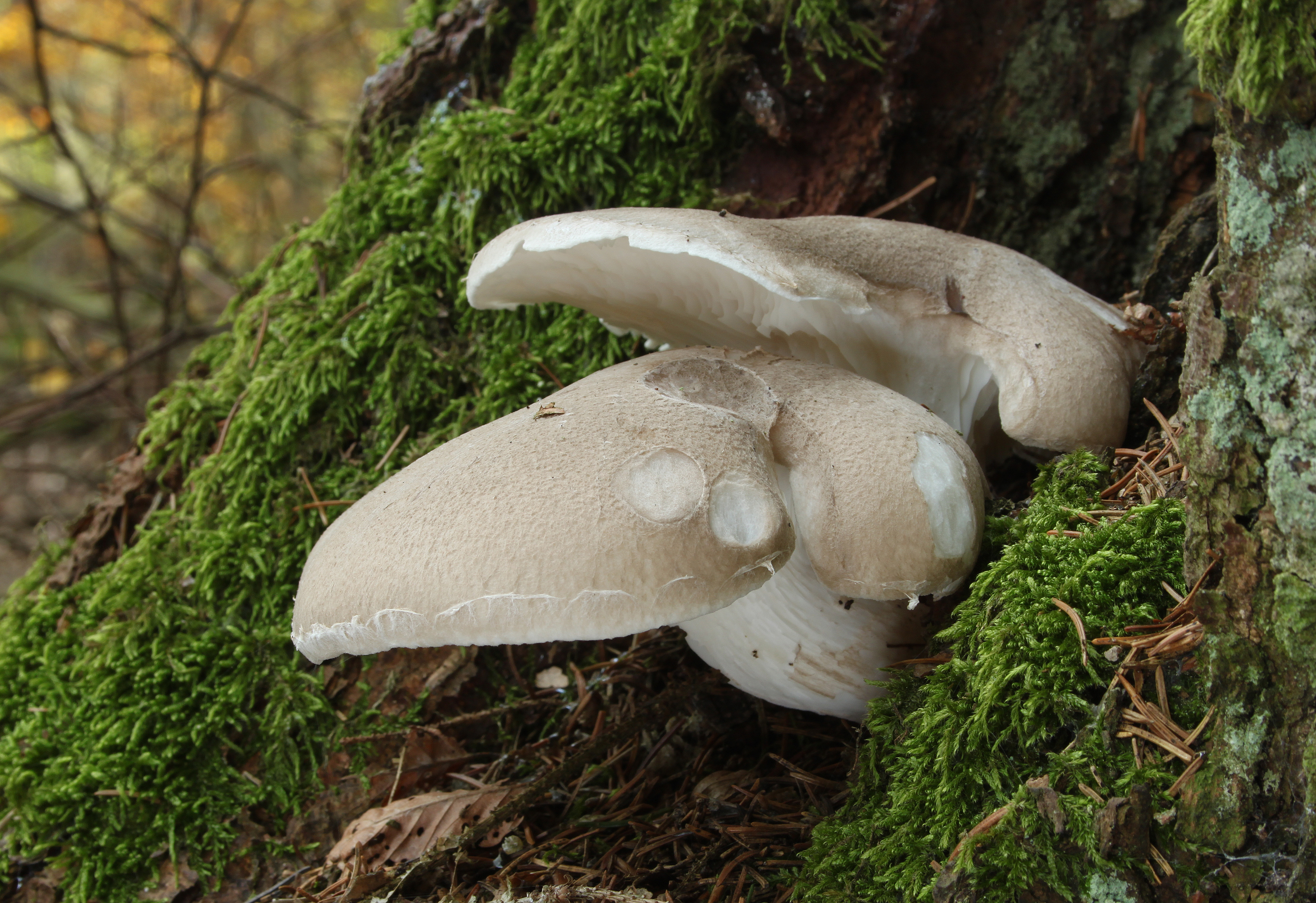
!Pleurotus dryinus!

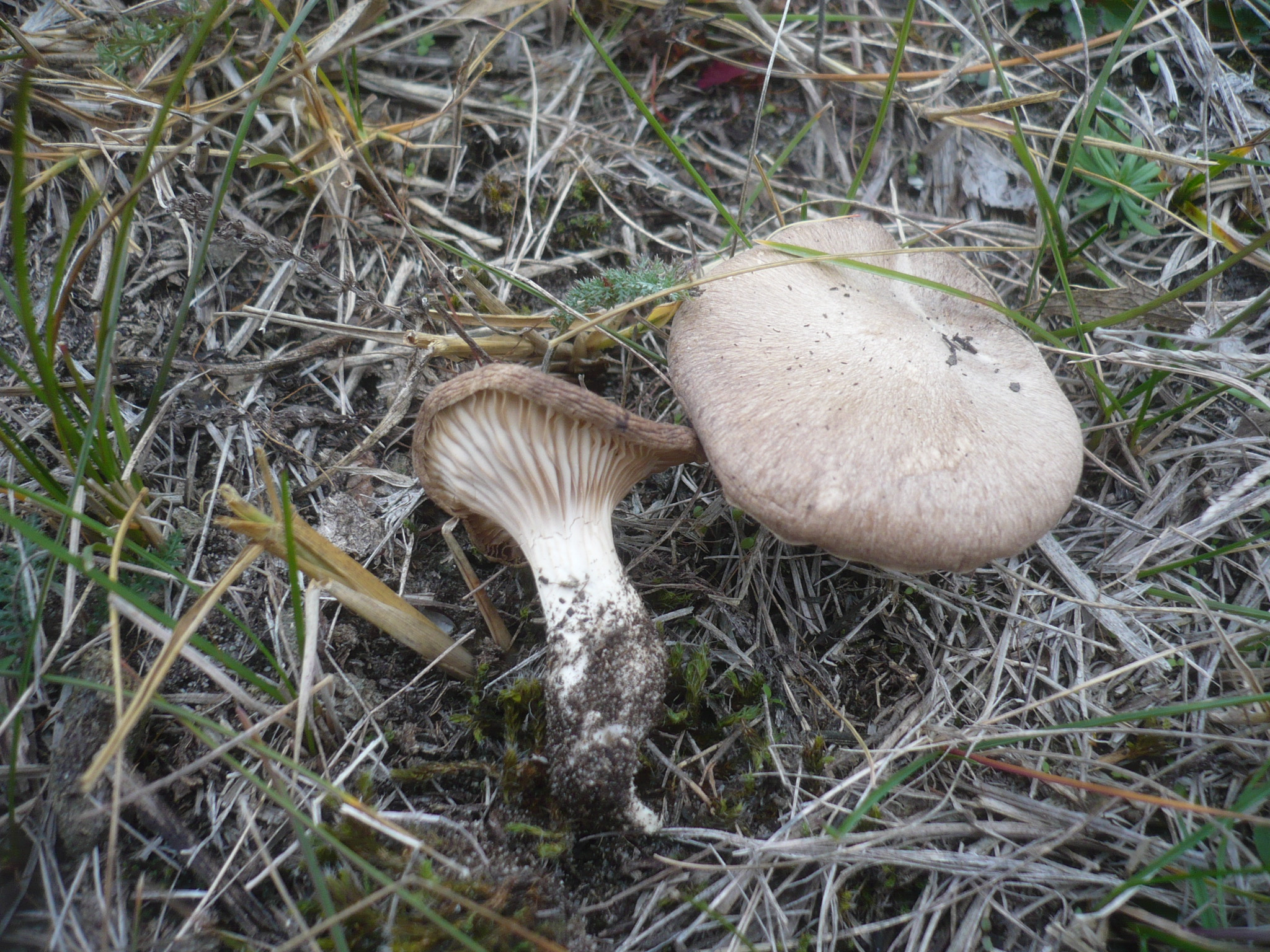
Pleurotus eryngii
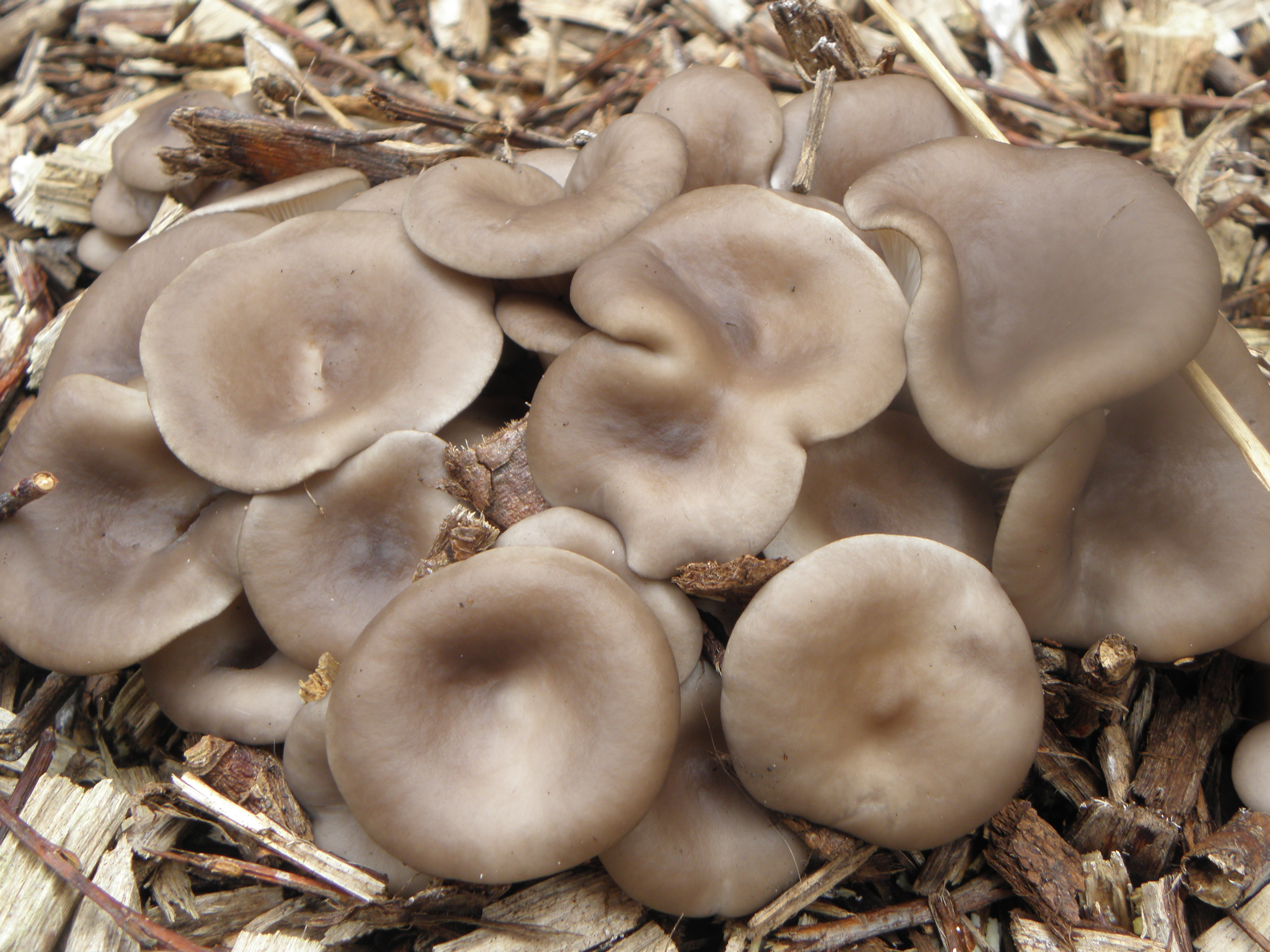
Pleurotus ostreatus f. florida
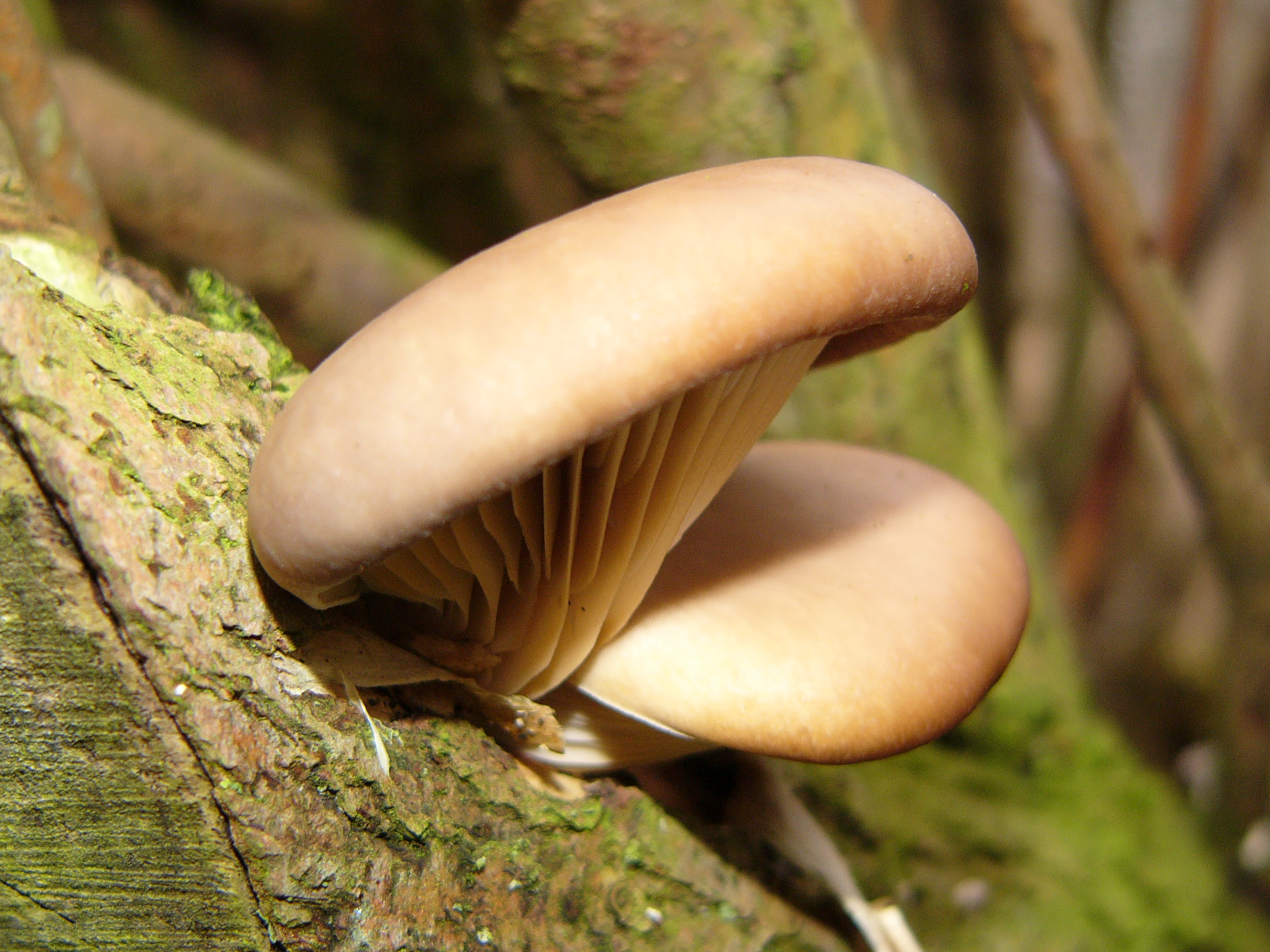
Pleurotus ostreatus
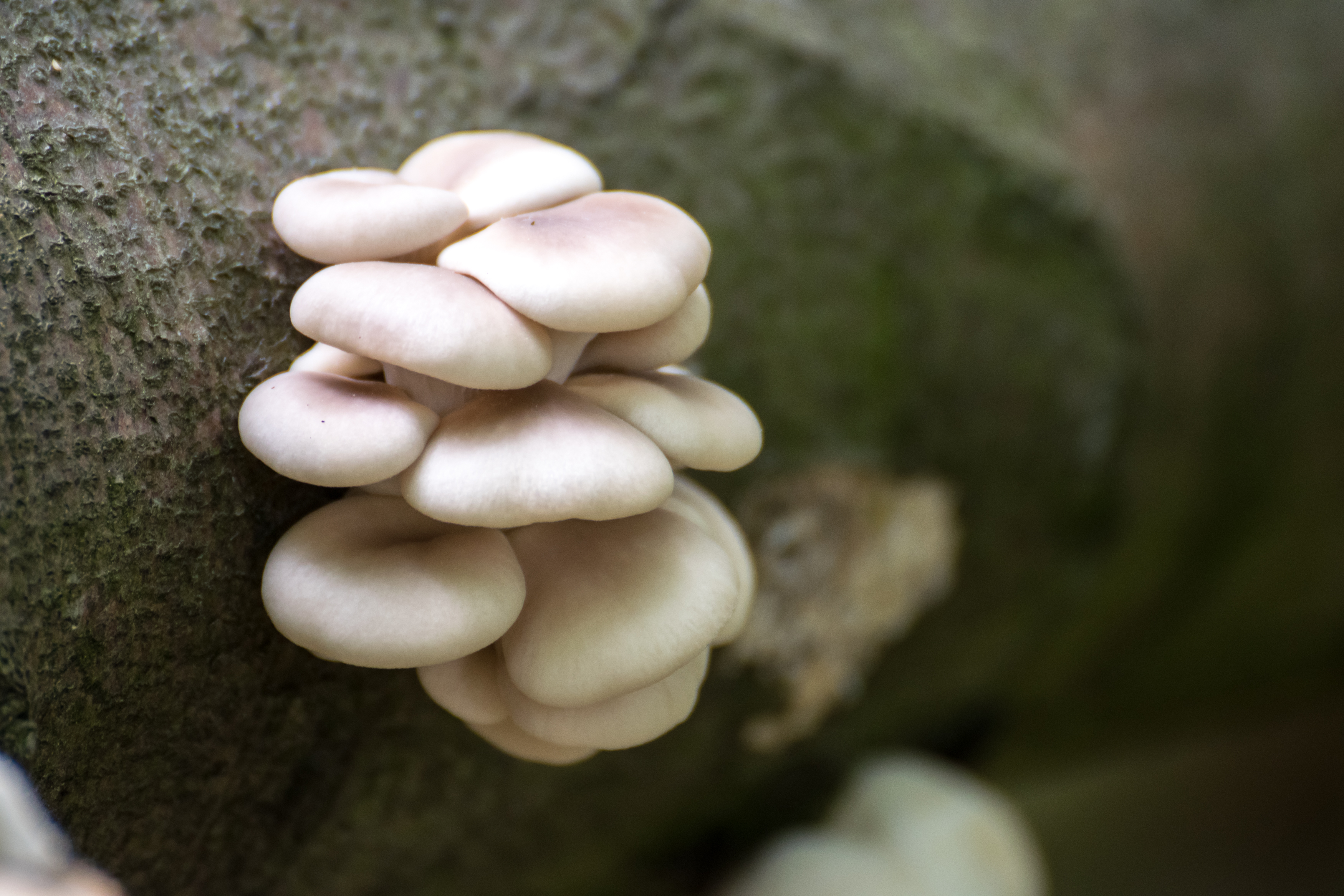
Pleurotus pulmonarius
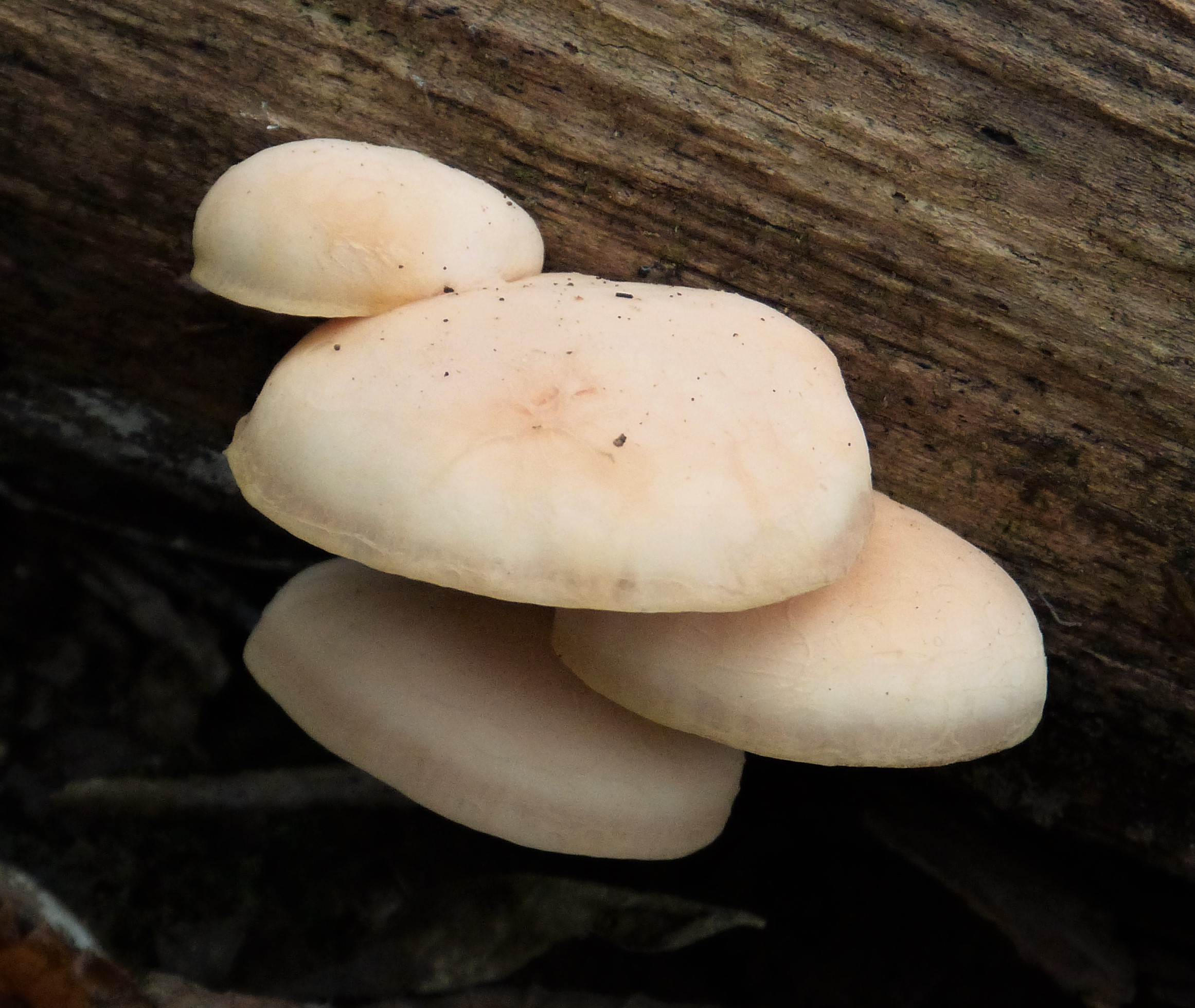
!Rhodotus palmatus!

## Valorificare

Formula de structură a celor mai importante vitamine K:
Vitamina K_{1} = filochinonă.
Vitamina K_{2} = menachinonă-n.
Vitamina K_{3} = Menadion

### Conținut nutritiv
Pleurotus conține 18 aminoacizi esențiali organismelor vii și este recomandat în alimentația diabeticilor, pentru combaterea anemiilor, dar și pentru mineralizarea organismului (conține vitamina K, vitamina P, vitamina B12 precum minerale ca siliciu, seleniu etc.).

### Preparare

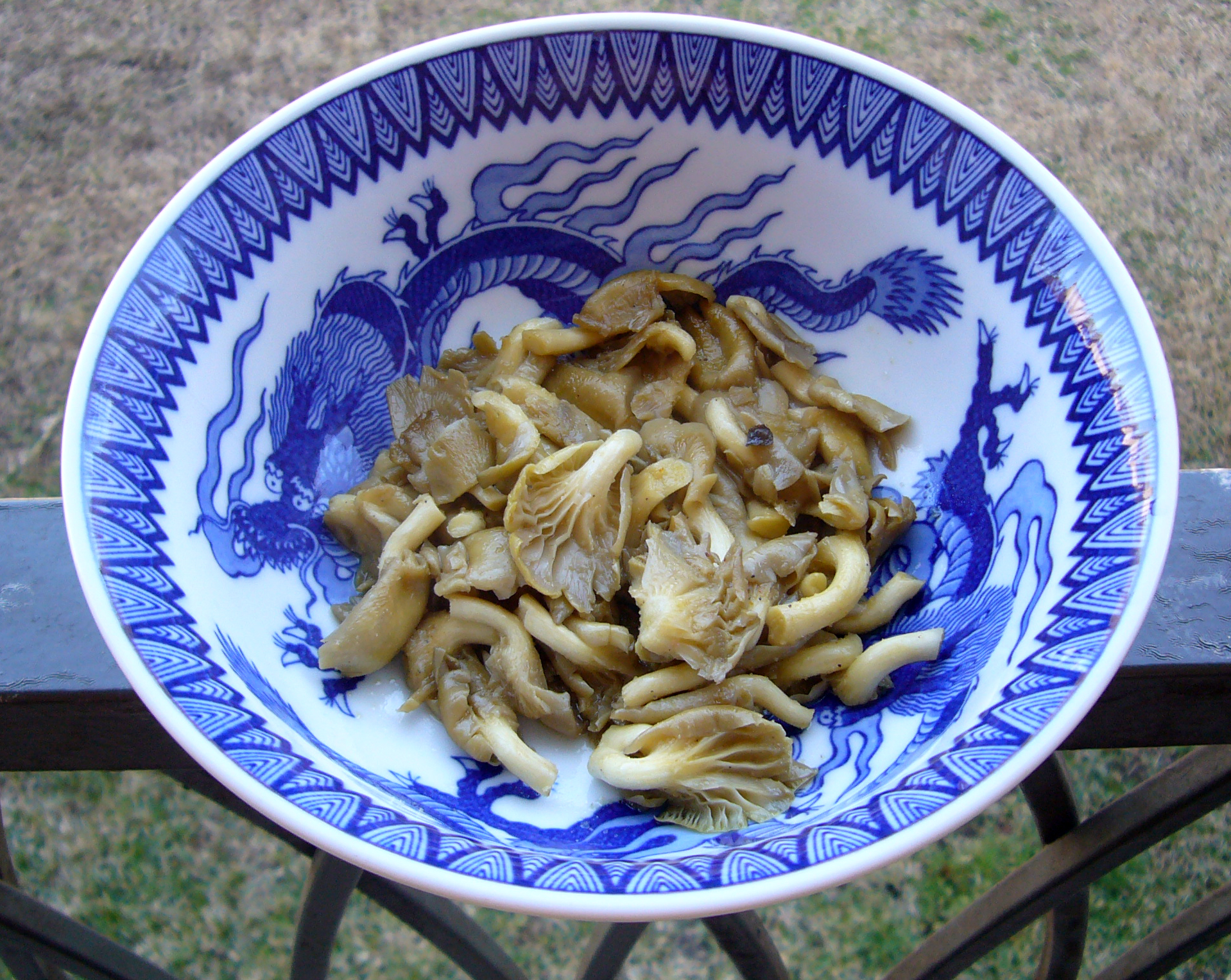
P. citrinopileatus opăriți

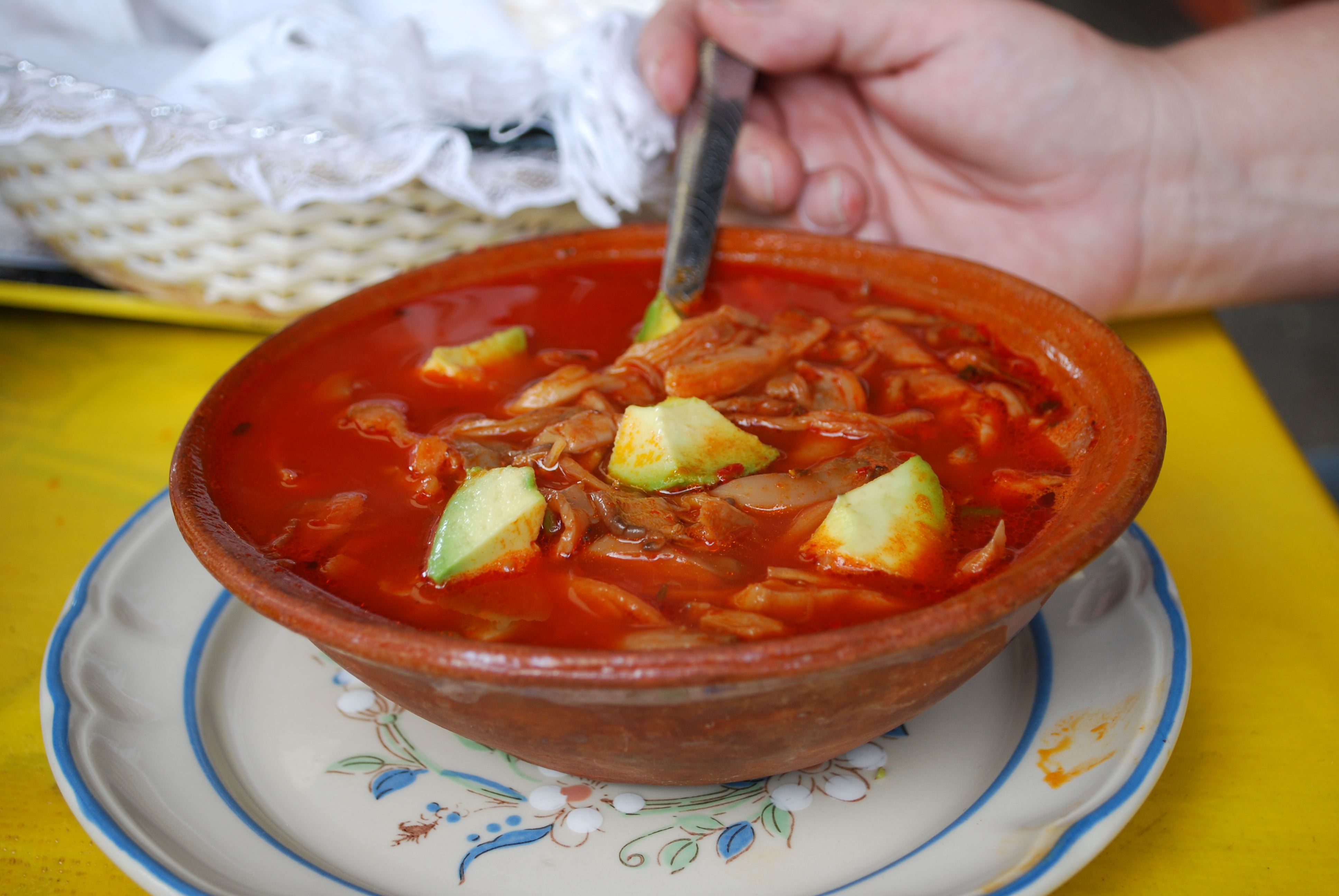
Supă mexicană de corneți

Buretele cornet este apreciat pentru valoarea lui alimentară. Toată ciuperca se folosește numai la exemplare foarte tinere, pentru că carnea din picior devine repede fibroasă, celulozică și trebuie îndepărtată. Buretele se poate prepara ca păstrăvul de fag prăjit numai în unt/ulei cu ceapă tânără (sare, piper), consumat cald ori rece pe o felie de pâine sau ca adăugare la un mușchi respectiv antricot de vită, carne de iepure de casă etc. Mai departe se poate pregăti cu el o salată împreună cu fasole verzi sau o plăcintă de foitaj, chiar ca adăugare într-o supă/ciorbă de burtă este delicios. Se pretează si pentru conservat în oțet sau ulei.

### Cultivare
În anul 1910, în Franța s-au obținut primele exemplare de Pleurotus cornucopiae utilizând rondele de plop, incubate natural, îngropate și udate periodic.
Capacitatea de creștere a miceliului secundar din cultura pură pe mediul malt-agar este inferioară celei de Pleurotus ostreatus, și asemănătoare cu Pleurotus florida. Acest miceliu se cultivă ușor pe medii granulate formate din boabe de cereale. În primul rând, ciuperca se crește pe substrat celulozic format din ciocălăi de porumb zdrobiți 50-70%, paie tocate 10-15%, rumeguș de foioase 10-30% in amestec cu deșeuri de bumbac sau frunze de foioase 5-10%. Spre deosebire de celelalte specii cultivate de Pleurotus, buretele cornet nu este sensibil la procese de fermentare eventual declanșate in substratul celulozic.
Prima cultură de Pleurotus cornucopiae în România a fost obținută în anul 1983 la „Ciupercăria Mogoșoaia a I.C.L.F. Vidra”, de către autoare, sub îndrumarea regretatului dr. N. Mateescu, fiind semnalată pentru prima dată în revista Producția vegetală, Horticultura, 1983.

## Bibiliografie
- Bruno Cetto: „I funghi dal vero”, vol. 1-7, Editura Arte Grafiche Saturnia, Trento 1976-1993 (pentru cercetarea în total)
- Marcel Bon: “Pareys Buch der Pilze”, Editura Kosmos, Halberstadt 2012, ISBN 978-3-440-13447-4
- H. Clémençon: „Pilze im Wandel der Jahreszeiten”, vol. 1 și 2, Editura Éditions Piantanida, Lausanne 1981
- Rose Marie Dähncke: „1200 Pilze in Farbfotos”, Editura AT Verlag, Aarau 2004, ISBN 3-8289-1619-8
- Jean-Louis Lamaison & Jean-Marie Polese: „Der große Pilzatlas“, Editura Tandem Verlag GmbH, Potsdam 2012, ISBN 978-3-8427-0483-1
- Hans E. Laux: „Der große Pilzführer, Editura Kosmos, Halberstadt 2001, p. 180-181, ISBN 978-3-440-14530-2
- Meinhard Michael Moser: „Röhrlinge und Blätterpilze - Kleine Kryptogamenflora Mitteleuropas”, ediția a 5-ea, vol. 2, Editura Gustav Fischer, Stuttgart 1983